# Anão da corte

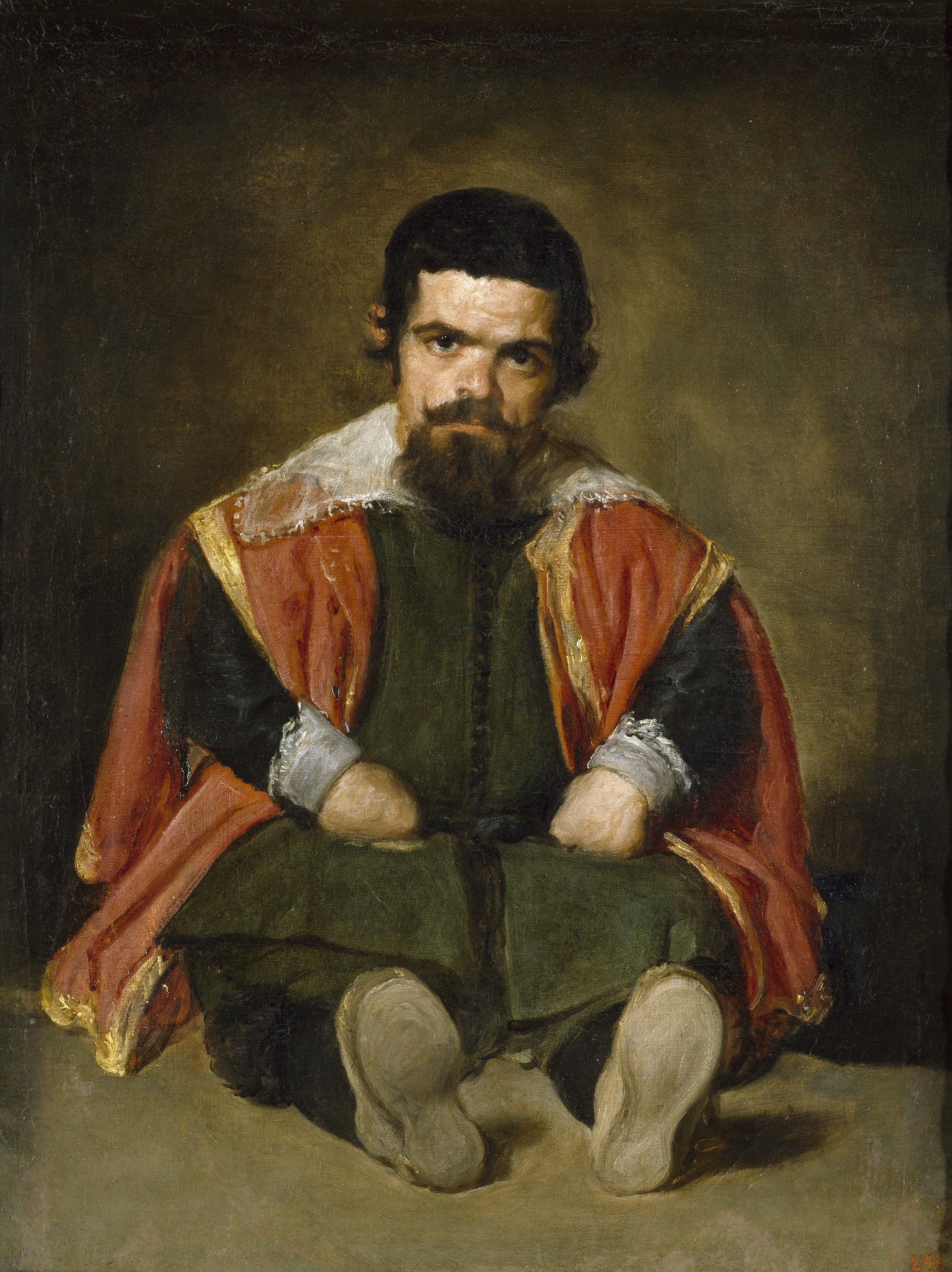
O bobo Sebastián de Morra por Diego Velázquez c. 1645

Alguns dos primeiros anões a ter suas histórias registradas foram empregados como anões da corte. Eles eram propriedade e comercializados entre as pessoas da corte, e entregues como presentes a outros reis e rainhas.

## Efeito visual
Os anões da corte desfrutavam de um posicionamento específico ao lado do rei ou da rainha em uma corte real durante as aparições e cerimônias públicas, porque eram tão pequenos que o rei parecia muito maior e visualmente realçava sua posição poderosa. Além dos bobos da corte que eram artistas profissionais e palhaços, os anões da corte também eram usados como "tolos naturais" para criar diversão devido a seus corpos incomuns. Sua aparência também criava alusões de mitologia e magia, como kobolds e wights.

## Antiguidade

### Antigo Egito, Grécia e Roma

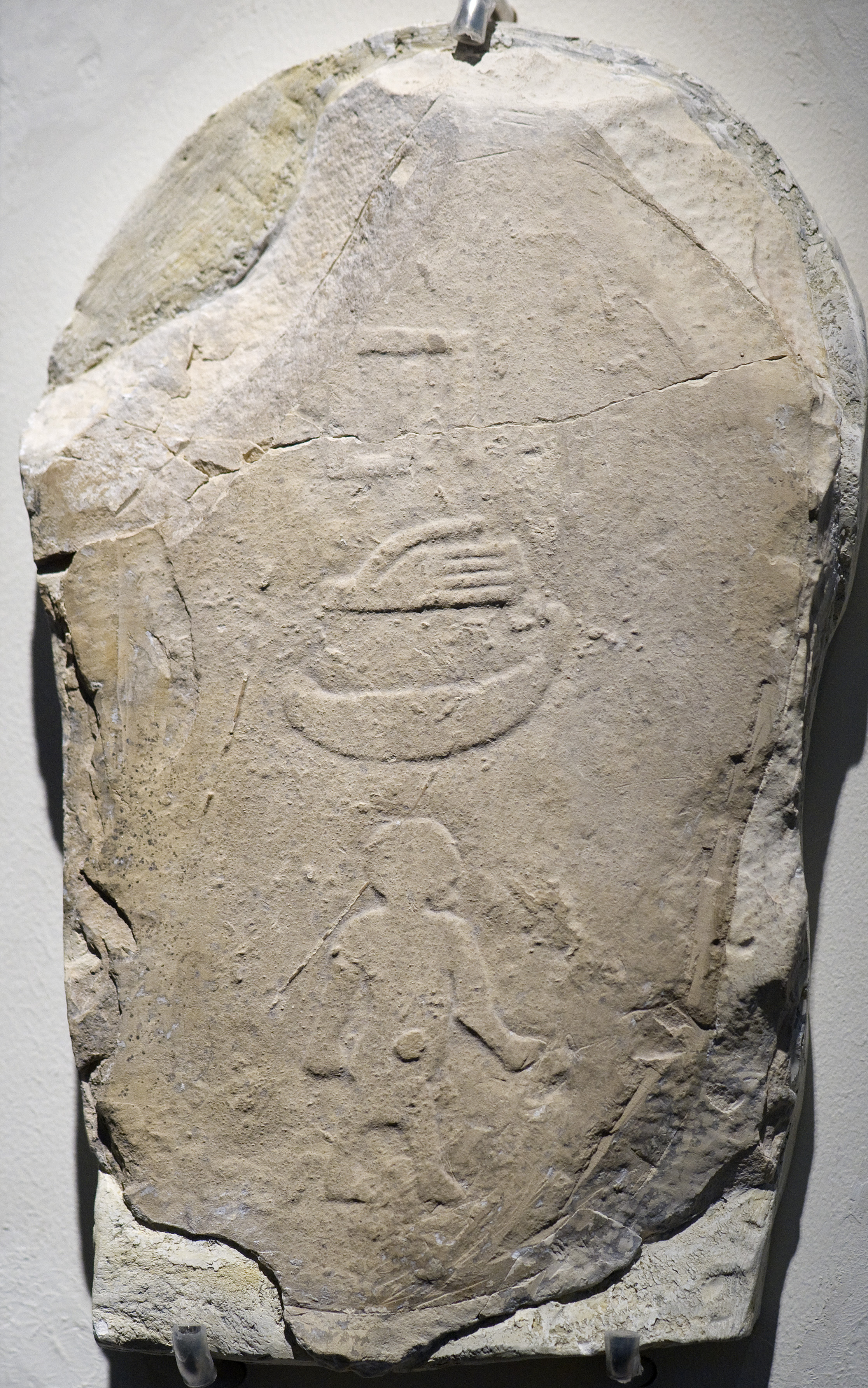
Hieróglifo de estela representando o anão da corte Hed, que morreu com seu mestre, da tumba do Faraó Egípcio Den, 2850 AEC.

Desde os primeiros tempos históricos, os anões atraíram a atenção, e havia muita competição por parte dos reis e dos ricos para obter anões como atendentes. O Egito Antigo considerava os anões pessoas com associações sagradas significativas, portanto, possuir um anão dava a uma pessoa alta estatura social.
Os romanos praticavam "nanismo artificial",[carece de fontes?] e o latim nanus ou pumilo eram termos usados alternativamente para descrever os anões naturais e os não naturais. Júlia, sobrinha de Augusto, tinha uma anã chamada Conopas de 0,71 metros de altura e uma liberta Andrômeda que media o mesmo.

### China
Sima Qian escreveu sobre anões da corte. Ele escreveu sobre You Zan, um anão da corte sob o "Primeiro Imperador de Qin" que reinou de 259 a 210 AEC. Em uma passagem, ele descreveu You tendo pena dos guardas parados na chuva do lado de fora de um banquete. Diz-se que o imperador ouviu a conversa de You com eles e ordenou a troca dos guardas para que pudessem descansar lá dentro.
Os anões nem sempre foram bem tratados por seus mestres na China. Os hagiógrafos de Confúcio, muito depois da morte do próprio Confúcio, alegaram que ele ordenou a execução de vários anões da corte após derrotar um deles em um debate. Os anões da corte podem ter sido explorados sexualmente na China antiga. Martin Monestier afirma que o Imperador Xuanzong construiu um "Local de Repouso para Monstros Desejáveis". Os anões foram incluídos entre os "monstros". O imperador Wu Di, que reinou durante a Dinastia Han Ocidental, importou vários anões para atuarem como escravos e bufões. Yang Cheng, governador provincial, interveio para ajudá-los. Ele disse ao imperador que pessoas pequenas eram seus súditos, e não escravos, e deveriam ser tratados como tal. Wu Di ficou comovido e libertou os anões. Yang Cheng foi deificado e adorado por algumas de suas famílias. A imagem de Yang Cheng foi adorada por séculos. A prática de manter anões da corte também persistiu.
Os imperadores chineses conseguiam importar anões pela Rota da Seda. Esta prática persistiu pelo menos até a Dinastia Tang.

## Era moderna na Europa
Como as cortes da Europa competiam constantemente não só na política, mas também em termos de representação, os governantes e nobres tentaram comandar o maior número possível de anões. Natalya Alexeyevna, da Rússia, irmã do czar Pedro, o Grande, teve 93 anões da corte, enquanto a corte real espanhola abrigou 70 anões no período de 1563 a 1700. Pessoas com nanismo eram recrutadas em toda a Europa e usadas como presente popular para outros governantes.

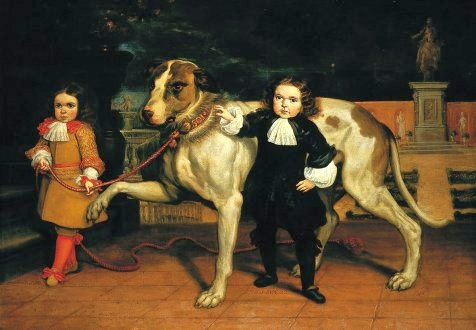
Anões da corte espanhola com um cachorro por Jan van Kessel, o Jovem, anos 1670

Enquanto os bufões eram frequentemente apenas temporariamente presentes em uma corte específica, os anões geralmente tinham uma função permanente e eram registrados nos registros de pessoal como "anão da corte", "anão pessoal" ou "anão de câmara". Isso os habilitou a desempenhar um papel importante na cultura cerimonial e deu-lhes acesso próximo ao governante. Esse relacionamento íntimo levou a vários papéis além da tola tarefa de um "palhaço natural". Os anões da corte serviam como substitutos para crianças ou mesmo diplomatas. No final da carreira, esses anões privilegiados geralmente recebiam uma pensão e outros benefícios. Um anão favorito de Pedro, o Grande, recebeu um funeral de estado incluindo cavalos em miniatura e um "pequeno sacerdote".

### França
Richebourg (1756–1846), tinha apenas 0,58 metros de altura. Ele começou a vida como um servo na família Orleans. Anos depois, ele se tornou seu aposentado. Diz-se que ele teve um uso estranho na Revolução Francesa—entrando e saindo de Paris como uma criança nos braços de uma ama, mas com despachos, perigosos de carregar, nas embalagens de bebê de Richebourg. Ele morreu em Paris em 1846, aos 90 anos.

### Grã-Bretanha
A tradição britânica tem seu primeiro anão mencionado na velha balada que começa "Na corte de Arthur, Tom Thumb viveu"; e com base nessa evidência, o protótipo do moderno Tom Thumb teria vivido na corte do rei Edgar. Dos autênticos anões ingleses, o primeiro parece ser John Jarvis (0,61 m), que era pajem da rainha Maria I. Seu irmão, o rei Eduardo VI, tinha seu anão chamado Xit .
Um anão da corte de Jaime VI & I, Christian Steward, recebeu £20 em 1616 por sua viagem à Escócia. O primeiro anão inglês com quem existe uma história autêntica é Jeffrey Hudson (1619-1682). Ele era filho de um açougueiro em Oakham, Rutland, que criava touros para George Villiers, 1º Duque de Buckingham. Nenhum dos pais de Jeffrey era subdimensionado, mas aos nove anos media apenas 0,46 metros, embora fosse graciosamente proporcionado. Em um jantar oferecido pelo duque a Carlos I e sua rainha, ele foi trazido à mesa em uma torta da qual saiu, e foi imediatamente adotado pela rainha Henriqueta Maria. O garotinho acompanhou a sorte da corte na Guerra Civil Inglesa, e dizem que foi Capitão do Cavalo, ganhando o apelido de "extenuante Jeffrey" por sua atividade.

Rainha Henriqueta com sir Jeffrey Hudson por Antoon van Dyck

Ele lutou dois duelos—um com um peru, uma batalha registrada por Davenant, e uma segunda com o Mr. Crofts, que veio para a duelo com um esguicho, mas quem, no confronto mais sério que se seguiu, foi morto a tiros pelo pequeno Hudson, que atirou do cavalo, a sela colocando-o no mesmo nível de seu adversário. Por duas vezes Jeffrey foi feito prisioneiro—uma vez pelos Dunquerquers, quando voltava da França, para onde estivera a serviço da rainha por conta de um trabalho simples; a segunda vez foi quando ele caiu nas mãos de piratas turcos. Seus sofrimentos durante este último cativeiro o fizeram, ele declarou, crescer, e em seu trigésimo ano, tendo sido da mesma altura desde os nove anos, ele aumentou continuamente até atingir 1,1 mestros. Na Restauração, ele retornou à Inglaterra, onde viveu com uma pensão que lhe foi concedida pelo Duque de Buckingham. Mais tarde, ele foi acusado de participação na conspiração papista e foi preso em Gate House. Ele foi libertado e pouco depois morreu aos 63 anos.
Contemporâneos de Hudson foram os outros dois anões de Henriqueta Maria, Richard Gibson e sua esposa Anne. Eles se casaram pelo desejo da Rainha; e os dois juntos mediam apenas 2,2 metros. Eles tiveram nove filhos, cinco dos quais, que viveram, eram de estatura normal. Edmund Waller celebrou as núpcias, Evelyn designou o marido como o "compêndio de um homem" , e Lely os pintou de mãos dadas. Gibson foi o pintor miniatura de Carlos I e o mestre de desenho das filhas de Jaime II, Rainhas Maria II e Ana, quando eram crianças. Gibson era de Cumberland e começou sua carreira como pajem, primeiro em um "gentil", depois na família real, morreu em 1690, em seu septuagésimo quinto ano, e está sepultado em St Paul's, Covent Garden. O último anão da corte na Inglaterra foi Coppernin, que estava a serviço da princesa (Augusta) de Gales, a mãe de Jorge III. O último criado anão na família de um cavalheiro era aquele mantido pelo Mr. Beckford, o autor de Vathek e construtor de Fonthill. Ele era muito grande para ser jogado de um convidado para outro, como costumava ser o costume em jantares nos dias anteriores, quando um anão era uma "necessidade" para toda família nobre.

### Polônia
Os anões da corte existiam na Polônia pelo menos desde o século XVI, quando as princesas polonesas Catarina Jagelão e Sofia Jagelão tiveram anãs da corte próprias, Agnieszka (cortesã) e Dorothea Ostrelska, que as acompanharam à Suécia e Alemanha, respectivamente, quando deixaram a Polônia para casar.
Os anões da corte ainda existiam na corte polonesa durante o século XVIII, quando se tornaram fora de moda em outras cortes. Estanislau da Polônia possuía Nicolas Ferry ("Bébé") (1741–1764), que media 0,84 metros. Ele era um dos três filhos anões de pais camponeses nos Vosges. Ele morreu em 1764, aos 24 anos.

### Espanha

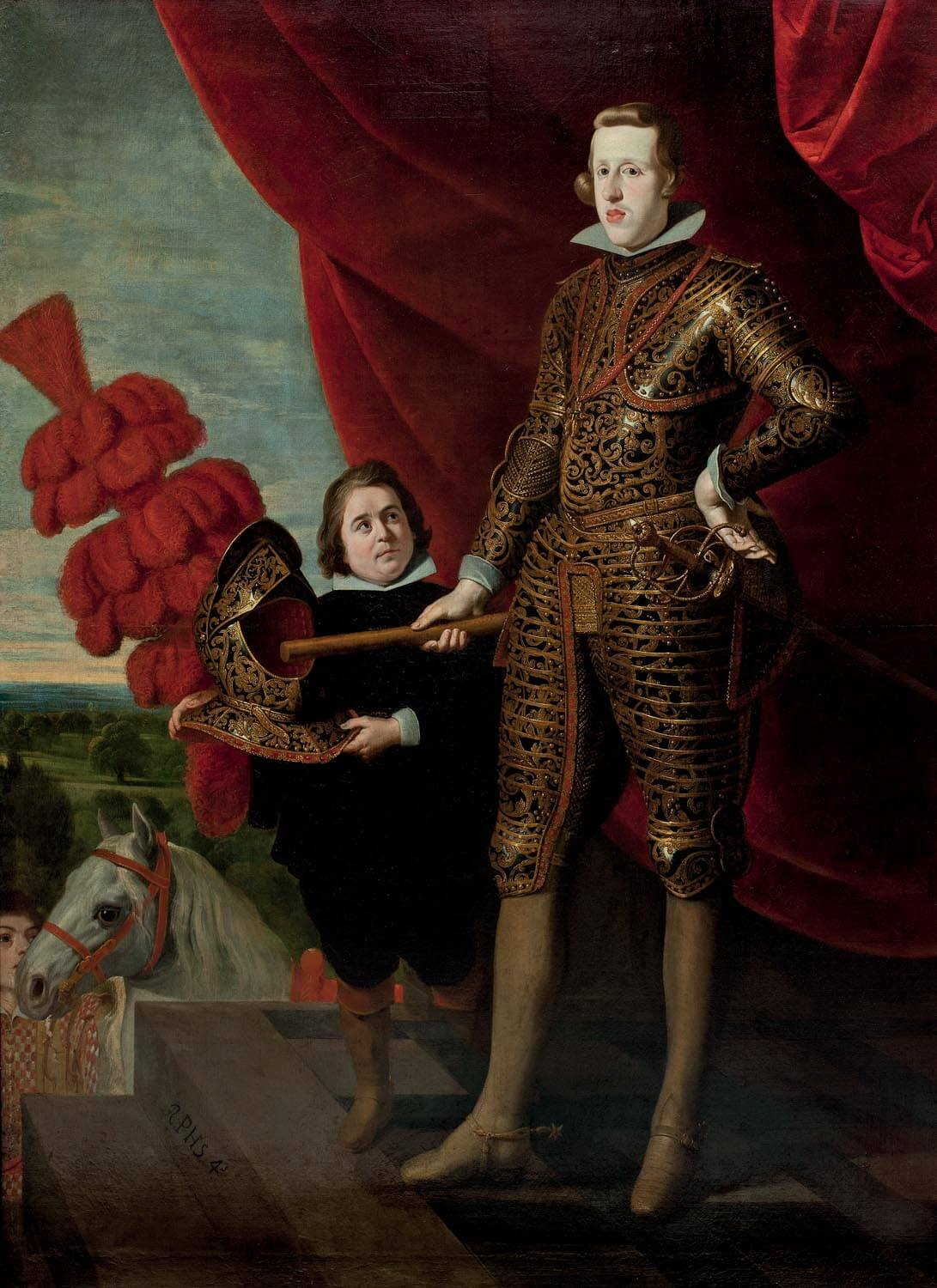
Retrato de Filipe IV da Espanha com seu anão da corte por Gaspar de Crayer

A Corte Real Espanhola era famosa por seus anões da corte e empregou muitos durante os séculos XVI e XVII. Dos anões da corte europeus, os mais famosos foram os de Filipe IV da Espanha, os corcundas cujas feições foram pintadas por Diego Velázquez.  Uma delas foi Maria Bárbola, empregada como Enana de la Reina, a anã oficial da rainha, entre 1651 e 1700. Ela estava longe de ser a única, e a Casa da Rainha empregava várias, entre elas Juana de Aunon, a irmãs Genoveva e Catalina Bazan e Bernarda Blasco. Elas tinham uma posição privilegiada com seus próprios servos e agiam como companheiras de brincadeira das crianças reais.
A era dos anões da corte na Espanha terminou no ano de 1700, quando o novo rei Filipe V da Espanha modernizou a Corte Real Espanhola abolindo vários cargos que ele considerava desatualizados e que estavam fora de moda em outras partes da Europa, como bufões, tolos e anões da corte.

### Suécia
Os anões da corte são notados na Corte Real Sueca a partir de meados do século XVI, quando as anãs da corte "Lilla Gunnel" ('Pequena Gunnel') e Fedossa da Rússia estavam a serviço da Princesa Sofia da Suécia.
A princesa polonesa Catarina Jagelão (1526–1583), casada com o sueco João III, duque da Finlândia e mais tarde rei da Suécia, teve uma confidente íntima em Dorothea Ostrelska, uma mulher anã. Dosieczka, como era conhecida, foi uma das únicas membros da comitiva de Catarina que ela manteve com ela enquanto estava presa pelo rei Érico XIV da Suécia por causa da rebelião de seu marido, irmão do rei, contra a coroa. Dosieczka era a favorita e confidente de Catarina também depois que esta se tornou rainha da Suécia.
As anãs da corte fizeram parte da Corte Real Sueca durante todo o século XVII, muitas vezes como bufões, e vários são notados, como "Narrinnan Elisabet" ('Elisabet, a boba da corte'), empregada com a rainha Maria Leonor, Annika Kollberg (ou 'Pequena Anã Annika') empregada com a rainha Edviges Leonor, e Anders Luxemburgo com Carlos XII da Suécia.
Os anões da corte normalmente não recebiam salários, mas apenas roupas, comida e quarto: no entanto, em casos individuais, alguns deles, como o anão da corte africano Carl Ulrich, podiam receber educação e treinamento em uma ocupação adequada e formalmente empregados como criados de câmara ou rapazes de estábulo e, portanto, recebendo salários adequados, e pelo menos um, Anders Been, foi enobrecido. A posição de anão da corte ficou fora de moda após o reinado de Carlos XII.

## Lista de pessoas notáveis com a posição de anão da corte
- Agnieszka (cortesã), anã da corte polonesa a serviço de Sofia Jagelão, duquesa de Brunswick-Lüneburg
- Maria Bárbola, Anão da corte espanhola
- Anders Been, Pintor norueguês e anão da corte a serviço da rainha viúva sueca Edviges Leonor de Holstein-Gottorp
- François de Cuvilliés, originalmente anão da corte de Maximiliano II Emanuel, Eleitor da Baviera
- Nicolas Ferry (conhecido como Bébé) (1741–1764), anão francês do rei Stanisław Leszczyński
- Helena Antonia, anão da corte de Maria da Áustria, Sacra Imperatriz Romana
- Jeffrey Hudson (1619 – circa 1682) anão da corte da rainha inglesa Henriqueta Maria da França
- Perkeo de Heidelberg, anão da corte do Eleitor Palatino Carlos III Filipe em Heidelberg

## Galeria

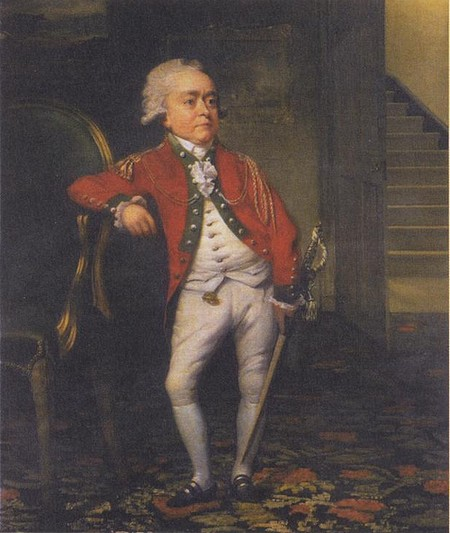
Retrato de  Józef Boruwłaski (1739–1837)
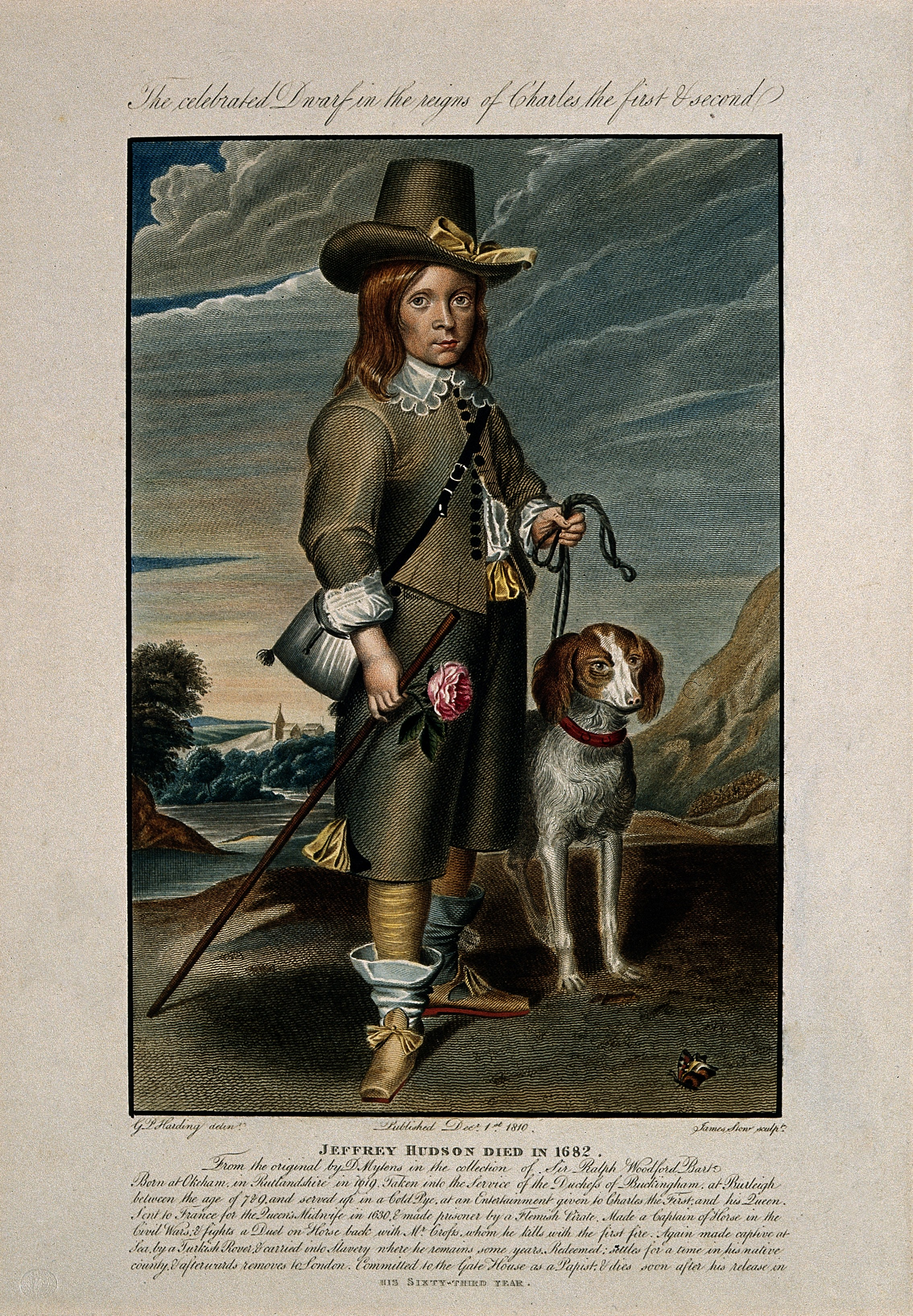
Jeffery Hudson, anão da corte da rainha inglesa Henriqueta Maria de França. Gravura colorida de J. Stow, 1810
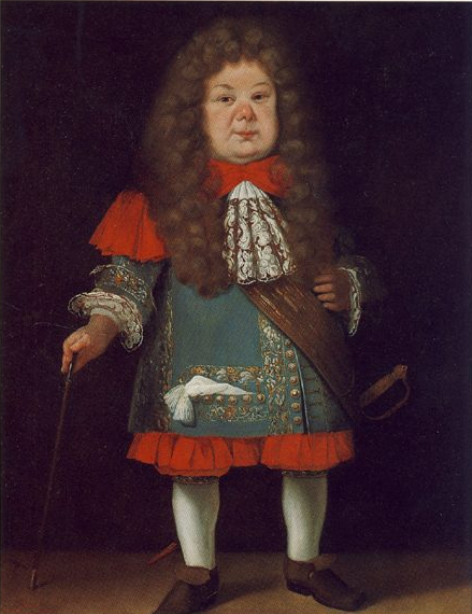
Retrato de Johann Franz von Meichelböck, anão da corte do Príncipe Arcebispo de Salzburgo, por Frans van Stampart, c. 1730